# 베어볼프 퓌러본부

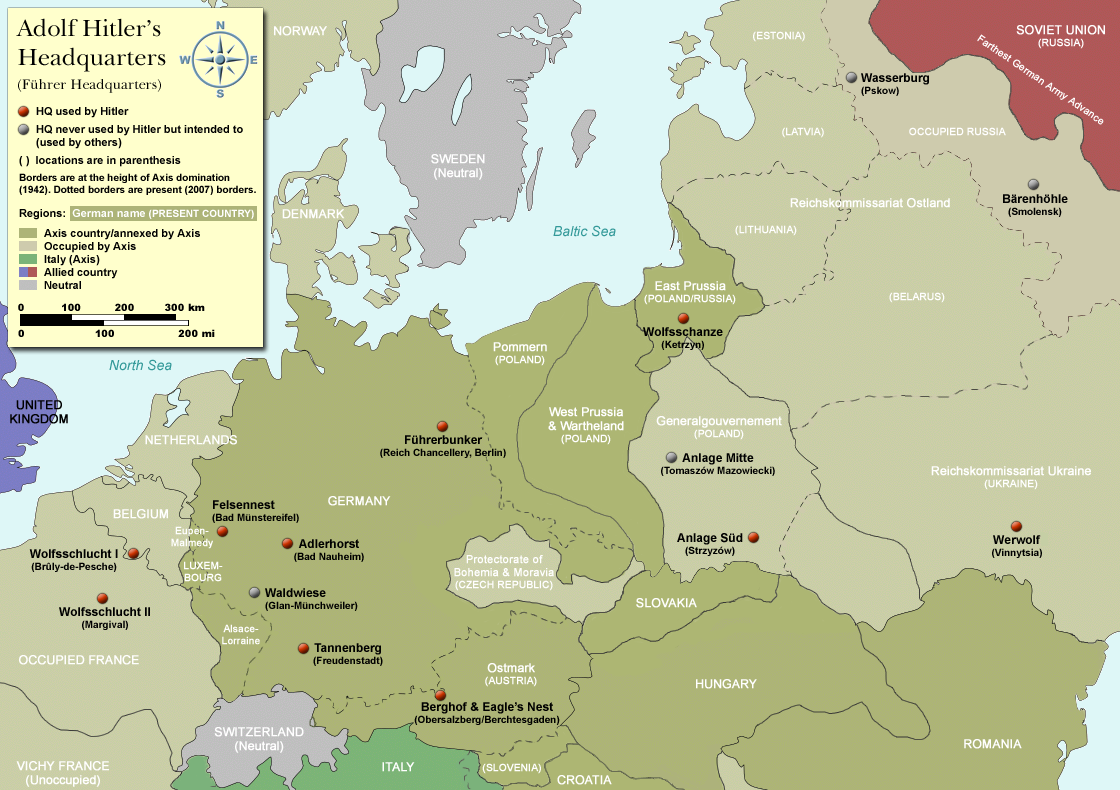
우크라이나의 베오볼프 사령부 및 기타 유럽 전역의 퓌러본부의 위치 지도.

베어폴프 퓌러본부(독일어: Führerhauptquartier Werwolf)는 1942년부터 1943년까지 사용한 우크라이나의 빈니차에서 12km 북쪽으로 떨어진 제2차 세계 대전 시기 동부 전선의 아돌프 히틀러 군사 사령부의 암호명이었다. 이 사령부는 유럽 전역의 퓌러본부 중 하나이자 히틀러가 사용한 제일 동부에 위치한 사령부이다.

## 작명
이 장소의 이름은 늑대인간의 독일명인 "Werwolf"을 땄다. 이러한 이름은 제2차 세계 대전 당시 건설된 또 다른 사령부인 늑대 소굴(Wolfsschanze)도 이러한 늑대인간이라는 명칭을 땄는데, 이는 그의 이름인 아돌프의 고대 독일어 형식이자 그의 별명인 "Wolf"라는 그의 이름을 지어 사용한 것이다.

## 사령부
이 사령부는 키예프 고속도로의 스트리쟈브카(Stryzhavka)와 콜로-미카일로브카(Kolo-Mikhailovka) 마을 사이 우크라이나 빈니차에서 북쪽으로 12km 떨어진 소나무 숲에 위치해 있다. 이 사령부는 1급 기밀 사항으로 1941년 12월부터 1942년 6월까지 건축되었다. 이 위치는 나치가 제안한 크림반도의 유럽 횡단 고속도로의 영향을 받아 이 장소와 연결하려고 생각했을 수도 있다. 독일 국방군은 빈니차에 지역 본부를 차렸고 루프트바페 사령부는 약 20km 떨어진 칼리노브카(Kalinovka)에 공군 기지 사령부를 차렸다.
베어볼프에서 히틀러의 숙박 시설은 자신의 콘크리트 벙커가 위치한 전용 안뜰을 중심으로 한 완만한 통나무 구조로 이루어져 있다. 이 복잡한 지역의 나머지는 20채의 작은 집과 막사, 그리고 3개 이상의 B등급 벙커가 있으며 이 주변을 철조망으로 둘러싸여 있으며 지상 방어 지점과 지하 터널이 연결되어 있다. 몇몇 관측소는 소나무 숲을 둘러싸고 있는 오크 나무대 위에 건설하기도 했다. 이 지역은 벙커 뿐 아니라 대공포, 전차, 대전차 도랑, 지뢰 지대 등으로 둘러싸며 방어했다.
이 곳에는 티 하우스, 이발소, 목욕탕, 사우나, 극장 및 거주민 사용을 위해 공개된 수영장이 있었다. 이 수영장은 히틀러를 대상으로 건설되었지만, 그는 딱 한번 이곳에서 수영했다. 또한, 식품의 안전한 공급과 히틀러의 음식 제공을 위해 독일 원예회사 제이덴스피네르(Zeidenspiner) 야채 정원 시설도 갖추고 있었다. 자분 대수층 2정이 물을 공급했고 자체 발전 설비도 갖추고 있었다.
이 벙커는 토트 조직(Organisation Todt)을 이용한 우크라이나 노동자 및 소련 포로의 강제 노동을 이용하여 건축했다. 노동자 다수가 이 장소의 비밀 유지를 위해 살해되었다.
이 지역은 근처의 칼리노브카 공군기지에서 베를린까지 매일 3시간의 항공 연결이 이루어지고 있었다. 또한, 베를린-차를로텐부르크(Charlottenburg)에서 아이첸베인(Eichenbein) 역까지 기차로 연결되어 있었다. 기차로는 34시간이 걸렸다.
동부 전선이 열린 기간 동안, 히틀러는 대부분 폴란드의 라스텐부르크에 위치한 늑대 소굴(FHQ Wolfsschanze)에 머물렸다. 그는 베어볼프에 오직 3번만 머물렀다.
- 1942년 7월 16일 ~ 10월 30일. 이 때 날씨는 45°C가 넘는 고온에 벙커는 습기로 가득 차 있었다. 이 때 히틀러는 열이 40°C까지 오르는 등 독감에 감염되었다. 이 상태에서 히틀러는 청색 작전의 남부 집단군을 2개 군으로 나눠 스탈린그라드와 코카서스에 동시에 도달하고자 했다.
- 1943년 2월 19일 ~ 3월 13일
- 1943년 8월 27일 ~ 9월 15일

1943년 3월 히틀러가 떠난 이후, 독일 저항군 세력이 비행기에 폭탄을 심어 폭파시킬려고 했으나 폭탄이 터지지 않아 실패했다.

## 역사
나치는 지하의 복잡한 지역을 포함하여 지뢰를 이용해 이 장소를 파괴하고 지역을 버렸다. 이 장소는 1944년 3월 나치가 후퇴한 이후 이오시프 스탈린이 조사를 시도했지만, 문서 없이 사령부만 발견되었다. 소비에트 연방은 지하의 복잡한 구조를 영구적으로 봉쇄했다.
오늘날에는 수영장과 콘크리트 조각만 남아 있으며, 휴양지로 이용하고 있다. 인근의 스트리쟈브카 공동묘지에는 나치가 묻은 노동자 및 기타 수천명을 사람을 추모하는 추모비가 건설되어 있다.

## 같이 보기
- 퓌러본부

## 서지
- Zeidler, Zeigert, Die Führerhauptquartiere.